# Lucette Taero
Lucette Taero é uma política da Polinésia Francesa. Em 2001, tornou-se presidente da Assembleia da Polinésia Francesa, a primeira mulher a ocupar o cargo.

## Biografia
Taero serviu como ministra no governo do presidente Gaston Flosse ao longo de cinco anos antes de se tornar presidente da assembleia. Em 2008, renunciou ao partido ao qual pertencia, o Partido Tahoeraa Huiraatira.
Em 2004, Taero deu um soco num parlamentar da oposição durante uma sessão da assembleia.